# Fairuza Balk
Fairuza Alejandra Balk, född Feldthouse den 21 maj 1974 i Point Reyes i Marin County i Kalifornien, är en amerikansk filmskådespelare. Balk har bland annat medverkat i filmerna Den onda cirkeln (1996), Walt Disney Pictures Oz - en fantastisk värld (1985) och The Waterboy med Adam Sandler. 

## Biografi

### Barndom och uppväxt
Balk föddes som Fairuza Alejandra Feldthouse i Point Reyes i Kalifornien som dotter till Cathryn Balk, en magdansös av holländskt ursprung och Solomon Feldthouse, en turnémusiker.

### Barnstjärna
Efter föräldrarnas skilsmässa blev Balk och hennes mor globetrotters. I början bodde de i San Francisco, på en kollektivliknande ranch. När Balk var nio år flyttade de till Vancouver i Kanada. Vid 11 års ålder flyttade de så vidare till London, där Balk utbildades vid flera prestigefyllda balett- och teaterskolor. Vid den här tidpunkten utvaldes hon att spela huvudrollen i Return to Oz, en senkommen uppföljare till Trollkarlen från Oz (1939). Det var visserligen inte hennes första roll eftersom hon 1983 medverkat i en TV-film, The Best Christmas Pageant Ever, men det var denna film som gjorde henne känd i filmkretsar. Rollen ledde till andra, mindre roller, och 1988 flyttade hon till Paris för fler skådespelaruppdrag. 1989 återvände hon till Vancouver för att gå i high school.

### Skådespelarkarriär
Efter ett tag beslöt Balk sig för att gå på distansutbildning och återvände till Hollywood där intresset för henne ökade. 1989 spelade hon in filmen Valmont i regi av Milos Forman. 1992 belönades hon med Independent Spirit Award som pris för bästa skådespelerska i Allison Anders film Gas Food Lodging. Några år senare spelade hon huvudrollen i filmen Den onda cirkeln, i vilken hon bland annat spelade mot Neve Campbell, Rachel True och Robin Tunney. Balk har studerat wicca vilket visade sig vara ett oväntat sammanträffande med hennes fimroll. Tidigare var Balk delägare i en wiccaaffär, Panpipes Magickal Marketplace, men hon har sedan dess sålt sin andel.
Balks karriär har fortsatt, bland annat som nynazist i en roll mot Edward Norton i American History X (1998) och sedan 2000 har hon setts i ett halvdussin filmer. Hon har också gjort röstroller för tecknade filmer och TV-spel, till exempel Grand Theft Auto: Vice City.

## Filmografi
- Humboldt County (2008)
- Masters of Horror 12 - Pick Me Up (2006)
- Wild Tigers I Have Known (2006)
- Don't Come Knocking (2005)
- Personal Velocity: Three Portraits (2002)
- Gänget från Brooklyn (2001)
- Red Letters (2000)
- Almost Famous (2000)
- There's No Fish Food in Heaven (1998)
- The Waterboy (1998)
- American History X (1998)
- The Maker (1997)
- Krona eller klave (1997)
- Den onda cirkeln (1996)
- En skugga av tvivel (1996)
- The Island of Dr. Moreau (1996)
- Things to do in Denver When You're Dead (1995)
- Oskyldigt offer (1994)
- Dödlig mardröm (1993) originaltitel Murder in the Heartland
- The Danger of Love (1992)
- Shame (1992)
- Gas Food Lodging (1991)
- Med dödlig avsikt..? (1991)
- The Outside Chance of Maximilian Glick (1990)
- Valmont (1989)
- The Worst Witch (1986)
- Oz - En fantastisk värld (1985)